# 斯洛伐克足球協會
斯洛伐克足球協會（簡稱SFZ）是斯洛伐克的足球主管團體，總部設於布拉迪斯拉发，負責組織斯洛伐克各級別足球聯賽（最高級別是斯洛伐克足球甲级联赛）及斯洛伐克國家足球隊。

## 歷史
斯洛伐克足球協會成立於1938年11月4日，此時捷克斯洛伐克第一共和国已因慕尼黑協定而滅亡，斯洛伐克成為自治地區，並在不久後即成為納粹德國的傀儡國。斯洛伐克足球協會於1939年加入國際足協。
第二次世界大戰後，因捷克與斯洛伐克重新合併而解散。1993年1月1日，捷克斯洛伐克發生天鵝絨分離，斯洛伐克成為獨立國家，斯洛伐克足球協會同年加入歐洲足聯，一年後重新加入國際足協。

## 标志

旧标志
新标志

## 外部連結
- Official site （页面存档备份，存于） (in Slovak)
- Slovakia （页面存档备份，存于） at FIFA site
- Slovakia （页面存档备份，存于） at UEFA site